# Finščina
Finščina je jezik kakih 5 milijonov prebivalcev Finske, kjer je uradni jezik postal leta 1809, ter finskih manjšin v Rusiji in na Švedskem. Do 19. stoletja je bil na Finskem uradni jezik, pa tudi pogovorni jezik višjih slojev, švedščina. Prvo tiskano delo v finščini je bil prevod Nove zaveze v 16. stoletju. Gibanje za uveljavitev finščine se je še posebej razmahnilo v 19. stoletju. Leta 1833 je Elias Lönnrot zapisal Kalevalo, najbolj znano finsko epopejo v 12.000 verzih, ki je v obliki ljudskih pesmi obstajala v ustnem izročilu številnih generacij. Kalevala je pesniško ime za Finsko in pomeni »dežela junakov«.